# 23-F: la película
23-F: la película és una pel·lícula espanyola de 2011 dirigida per Chema de la Peña i protagonitzada per Paco Tous, basada en l'intent de cop d'Estat del 23 de febrer de 1981 a Espanya.

## Argument
23-F és la primera pel·lícula que pretén contar, en la seva complexitat, el cop d'estat de 1981. Des de la presa del Congrés, usada com a arrencada, fins a l'alliberament dels diputats, es reviuen les disset hores i mitja que van fer tremolar els fonaments d'una jove democràcia. D'una banda, el tinent coronel de la Guàrdia Civil Antonio Tejero Molina i els seus homes. D'un altre, el rei Joan Carles I que, des del seu despatx, intenta contenir al exèrcit i organitzar les forces civils. Al mig, un complex entramat on el tinent general Jaime Milans del Bosch i el general Alfonso Armada mouen els fils. Amb tot un país, al fons, que viu pendent de la ràdio i la televisió. 23F és la història de tres cops: el de Milans, el d'Armada i el de Tejero. Tres models que fracassen quan, borratxo de poder en el Palau de les Corts de Madrid, Tejero comença a entendre que l'han utilitzat.

## Repartiment
- Paco Tous: Antonio Tejero
- Juan Diego: Alfonso Armada
- Fernando Cayo: Rei Joan Carles I
- Mariano Venancio: Sabino Fernández Campo
- Ginés García Millán: Adolfo Suárez
- Lluís Marco: Jaime Milans del Bosch
- Luis Zahera: Jesús Muñecas Aguilar
- Luis Callejo: Santiago Vecino
- Pedro Casablanc: Eduardo Fuentes
- Joan Pera: Santiago Carrillo
- José Manuel Seda: Felipe González
- Paco Ochoa: Alfonso Guerra
- Juan Calot: Leopoldo Calvo-Sotelo
- Luis Moreno: Felip, Príncep d'Astúries
- Olga Lozano: Reina Sofia d'Espanya
- Clara Álvarez: Infanta Cristina de Borbó i Grècia
- Cristina Álvarez: Infanta Helena de Borbó i Grècia
- Manolo Solo: Fernando Castedo
- Juanma Lara: Juan García Carrés
- Aitor Mazo: Ricardo Pardo Zancada

## Nominacions
Juan Diego fou nominat al Goya al millor actor secundari mentre que Ginés García Millán fou nominat al Premi Unión de Actores al millor actor de repartiment de cinema.